# Kraljevac (otok)
Kraljevac je otočić koji leži južno od zapadnog dijela Čiova, od kojeg je udaljena oko 800 metara. Najbliži otoci su Zaporinovac (450 m zapadno) i Sveta Fumija (310 m istočno).
Prema legendi[nedostaje izvor], ime je dobio po Beli IV. koji se, bježeći pred Mongolima, bio sklonio na otok.
Površina otoka je 52.851 m2, duljina obalne crte 1012 m, a visina 33 metra.